# منکونیکو
منکونیکو (به ایتالیایی: Menconico) یک کومونه در ایتالیا است که در استان پاویا واقع شده‌است.

## خصوصیات
منکونیکو ۲۸٫۲ کیلومترمربع مساحت و ۴۶۵ نفر جمعیت دارد.